# Mértola
Mértola es una villa portuguesa perteneciente al distrito de Beja, región del Alentejo y comunidad intermunicipal del Bajo Alentejo, con cerca de 3100 habitantes.
Es sede de uno de los mayores municipios de Portugal, con 1279,40 km² de área y 7996 habitantes (2021), subdividido en siete freguesias. El municipio limita al norte con los municipios de Beja y de Serpa, al este con España, al sur con Alcoutín y al oeste con Almodôvar y con Castro Verde.

## Geografía
En Al-Ándalus se daban cinco tipos de ciudades: tipo espolón, más o menos alargada; ciudad acrópolis, también conocida como la ciudad clásica de al-Ándalus; ciudad de colina; ciudad en llano, con cinturón de agua; y ciudad puente.
Mértola es una ciudad de tipo espolón entre el río Guadiana y su afluente la ribeira de Oeiras dentro de los tipos urbanos esenciales de al-Ándalus. La puerta de la ciudad se abre sobre la vertiente menos abrupta donde eventualmente puede desarrollarse un arrabal. El espolón tiene la mayoría de las veces forma alargada, como en Cuenca, Ronda o Albarracín, y condiciona la extensión de la ciudad. Estamos ante ciudades pequeñas, cuya superficie reducida sobrepasa raramente las 10 hectáreas. El punto más elevado del lugar soporta un reducto fortificado de extensión modesta, que es en general inferior a 0,5 hectáreas. Vista desde el exterior, la ciudad parece formada por un recinto único en el que una parte del trazado puede estar ausente cuando el relieve la reemplaza, pero el arrabal fortificado sigue siendo excepcional.

### Demografía
| Gráfica de evolución demográfica de Mértola entre 1849 y 2021 |
|                                                               |
| Datos según el nomenclátor publicado por el INE portugués.    |

### Freguesias
Las freguesias de Mértola son las siguientes:
- Alcaria Ruiva
- Corte do Pinto
- Espírito Santo
- Mértola
- Santana de Cambas
- São João dos Caldeireiros
- São Miguel do Pinheiro, São Pedro de Solis e São Sebastião dos Carros

## Historia

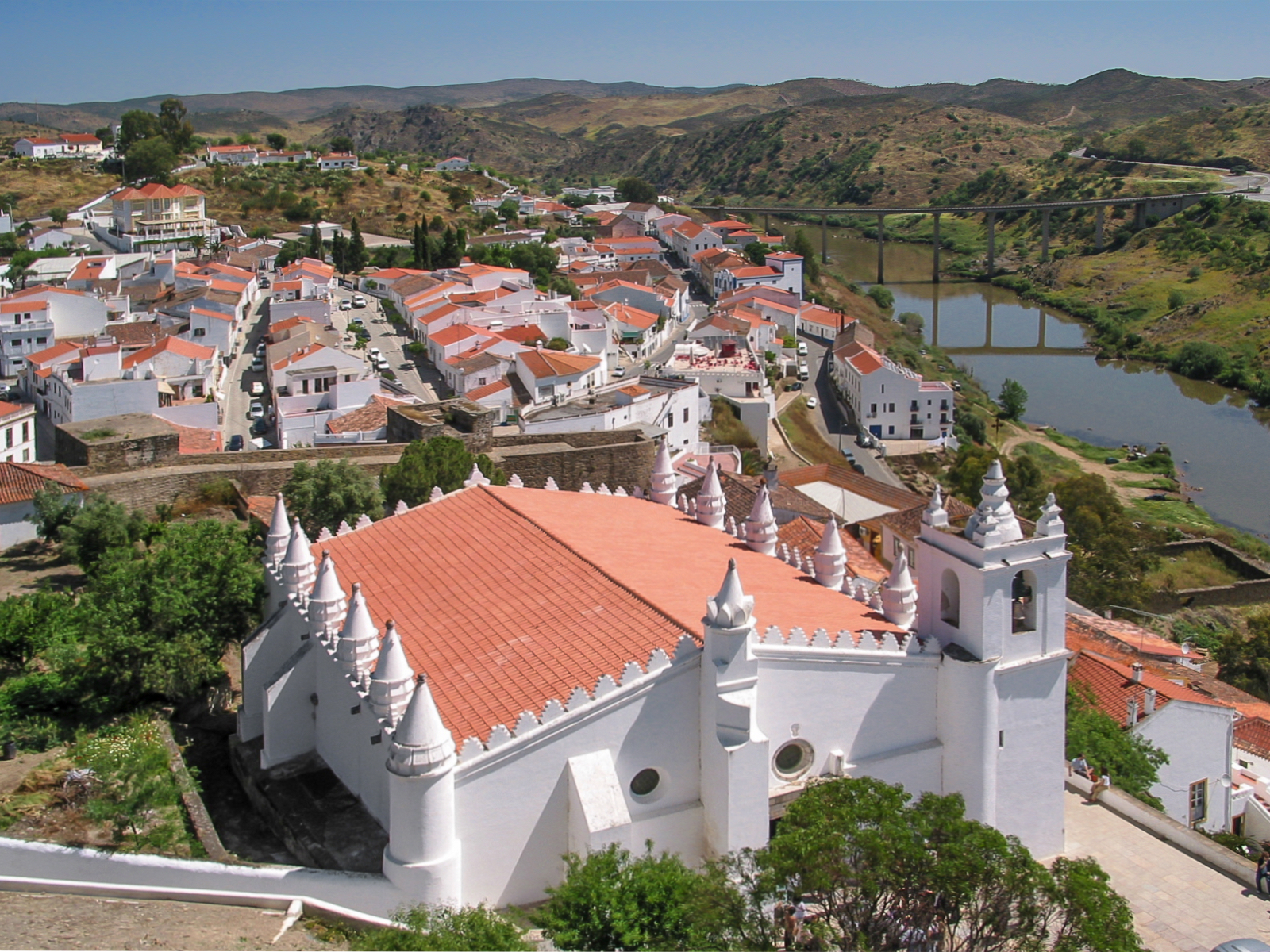
Mértola, sobre el río Guadiana, con la iglesia, originalmente una mezquita, en primer plano.

Su origen se remonta a los fenicios que crearon un importante puerto comercial, aprovechado posteriormente por los cartagineses y los romanos que la llamaron Myrtilis Iulia (o Mirtylis Iulia) y después fue seguida por la ocupación de suevos y visigodos. Durante el período de los siglos V al VIII el comercio se redujo pero no llegó a interrumpirse del todo, como atestiguan tumbas griegas de los siglos VI y VII encontradas en Mértola, que sugieren la presencia de comerciantes bizantinos en la villa.
Tras la invasión musulmana de la península ibérica fue denominada Mārtulah (o Mirtolah), que se convertiría finalmente en Mértola. El puerto fluvial, protegido por un castillo en una posición dominante sobre el río Guadiana, jugó un importante papel en el comercio de mercancías agrícolas y minerales entre el Alentejo y otras partes de al-Ándalus y el Norte de África.
Después de la caída del Califato de Córdoba, en 1031, Mértola se convirtió en una taifa independiente, hasta que fue conquistada por la taifa de Sevilla, en 1044. Entre 1144 y 1151 la ciudad fue nuevamente sede de una nueva taifa independiente (con un breve período intermedio en que estuvo anexionada a la Taifa de Badajoz), dirigida por Ibn Qasi, un místico líder militar, que unificó el sur de Portugal y combatió contra los almorávides. La taifa fue conquistada en 1151 por los invasores almohades. Los musulmanes dejaron una mezquita de la segunda mitad del siglo XII y una fortaleza. La primera, después de la reconquista cristiana fue transformada en iglesia parroquial, conservándose todavía restos de la misma. 
Fue en 1238 cuando las fuerzas de Sancho II de Portugal al mando del comendador de la Orden de Santiago, Pelayo Pérez Correa, conquistaron la plaza a los musulmanes. La ciudad para repoblarse, fue entonces donada a los Caballeros de la Orden de Santiago, orden militar que jugó un papel vital en la conquista cristiana del sur de Portugal. La sede de la Orden fue establecida en Mértola hasta 1316. Del tiempo de la Reconquista data la mayor parte del castillo, incluyendo su poderosa torre del homenaje, y una carta de derechos feudales (foral) otorgada en 1254.
Con las relaciones cortadas con el norte de África, la importancia económica de Mértola decayó después de la Reconquista. En los siglos XV y XVI , con las conquistas portuguesas de varias ciudades del Magreb, Mértola experimentó un breve resurgimiento en su relevancia económica, suministrando aprovisionamiento de cereales y tropas portuguesas al norte de África. Manuel I de Portugal concedió una nueva carta foral a la ciudad en 1512.

## Cultura
- Festival Islámico de Mértola - Es un festival que se produce cada dos años en el mes de mayo.[4][5]

## Monumentos
- Castillo de Mértola
- "Campo Arqueológico de Mértola" (CAM), que presenta un amplio programa museístico, con diferentes campos de estudio e investigación, organizados en tres centros: el romano, con una villa, el visigoda, que incluye una basílica cristiana y el islámico, con una de las mejores colecciones de arte islámico portugués (cerámicas, monedas y joyas).
- Igreja de Nossa Senhora da Anunciação.
- Puente de Mértola